# Miriana Conte
Miriana Conte, född den 17 december 2000, är en maltesisk sångare. Hon representerade Malta i Eurovision Song Contest 2025 med låten "Serving" som slutade på en 17:e plats i finalen.